# Oblast Vidin
Oblast Vidin (bugarski Област Видин) nalazi se u sjeverozapadnoj Bugarskoj na granici s Rumunjskom i Srbijom. U oblasti živi 128.050 stanovnika, dok je prosječna gustoća naseljenosti 42 stan./km² Najveći grad i administrativno središte oblasti je grad Vidin sa 67.534 stanovnika.
Oblast Vidin sastoji se od 11 općina:
1. Belogradčik (Белоградчик)
2. Bojnica (Бойница)
3. Bregovo (Брегово)
4. Čuprene (Чупрене)
5. Dimovo (Димово)
6. Gramada (Грамада)
7. Kula (Кула)
8. Makreš (Макреш)
9. Novo selo (Ново село)
10. Ružinci (Ружинци)
11. Vidin (Видин)

Gradovi u Oblasti Vidin:
| Grad        | Bugarsko ime | Stanovnika (2004/2005) |
| ----------- | ------------ | ---------------------- |
| Belogradčik | Белоградчик  | 6.660                  |
| Bregovo     | Брегово      | 2.996                  |
| Dimovo      | Димово       | 1.443                  |
| Dunavci     | Дунавци      | 2.852                  |
| Gramada     | Грамада      | 1.910                  |
| Kula        | Кула         | 3.999                  |
| Vidin       | Видин        | 67.534                 |

## Vanjske poveznice
- Službena stranica oblasti